# Carole Brana

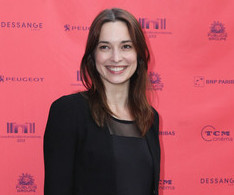
Carole Brana (2020)

Carole Brana (* 1985 im Département Pyrénées-Atlantiques, Nouvelle-Aquitaine) ist eine französische Schauspielerin und Model.

## Leben
Brana wurde im Jahr 1985 im Département Pyrénées-Atlantiques geboren. Sie hat spanisch-tschechische Vorfahren. Nach ihrem Schulabschluss, wurde sie von der Modelagentur Karin Modelling Agency unter Vertrag genommen. Sie erhielt Aufträge für Marken wie Chanel, Lancôme, L’Oréal oder Garnier.
Sie debütierte 2008 in den weiblichen Hauptrollen in den Filmen La poderosa und Gefallene Engel – Heimliche Spiele 3. Nach Episodenrollen in den Fernsehserien Section de recherches und Femmes de loi war sie 2010 in einer größeren Rolle im Film Red Nights zu sehen. 2012 übernahm sie in acht Episoden der Fernsehserie Enquêtes réservées die Rolle der Angela Fournier. 2013 übernahm sie eine Rolle im Fernsehfilm Surveillance und in den zwei Kurzfilmen Being Homer Simpson, der über Philippe Peythieu und sein Leben als französische Synchronstimme von Homer Simpson von Die Simpsons handelt, und On/Off. Sie war 2016 als Cécile in drei Episoden der Fernsehserie Duel au soleil zu sehen. 2021 spielte sie in einer Episode der US-amerikanischen Fernsehserie The Mountain Detective mit.

## Filmografie
- 2008: La poderosa (Fernsehfilm)

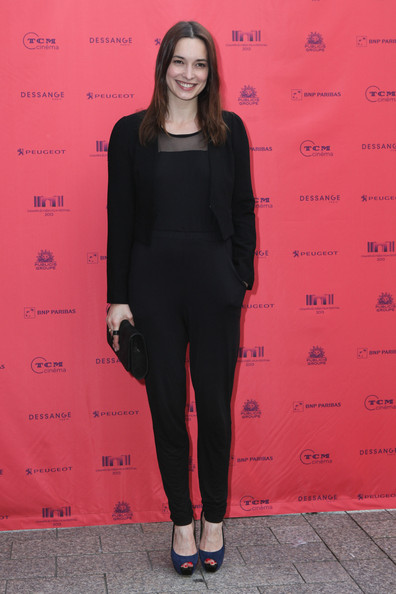
Carole Brana (2020)

- 2008: Gefallene Engel – Heimliche Spiele 3 (À l’aventure)
- 2009: Section de recherches (Fernsehserie, Episode 3x09)
- 2009: Femmes de loi (Fernsehserie, Episode 9x05)
- 2010: Red Nights (Les nuits rouges du bourreau de jade)
- 2011: Zombinladen: The Axis of Evil Dead (Kurzfilm)
- 2012: Enquêtes réservées (Fernsehserie, 8 Episoden)
- 2013: Surveillance (Fernsehfilm)
- 2013: Being Homer Simpson (Kurzfilm)
- 2013: On/Off (Kurzfilm)
- 2014: La Loi de Barbara (Fernsehserie, Episode 1x02)
- 2014: Autopsie d’un mariage blanc avec (Fernsehfilm)
- 2015: Replika (Kurzfilm)
- 2016: Duel au soleil (Fernsehserie, 3 Episoden)
- 2017: Carbone
- 2019: Alex Hugo (Fernsehserie, Episode 5x02)
- 2020: Le Lion
- 2020: Commissaire Magellan (Fernsehserie, Episode 11x03)
- 2020: Meurtres à la pointe du Raz (Fernsehserie)
- 2021: The Mountain Detective (Fernsehserie, Episode 1x04)